# Mathias Ouidi

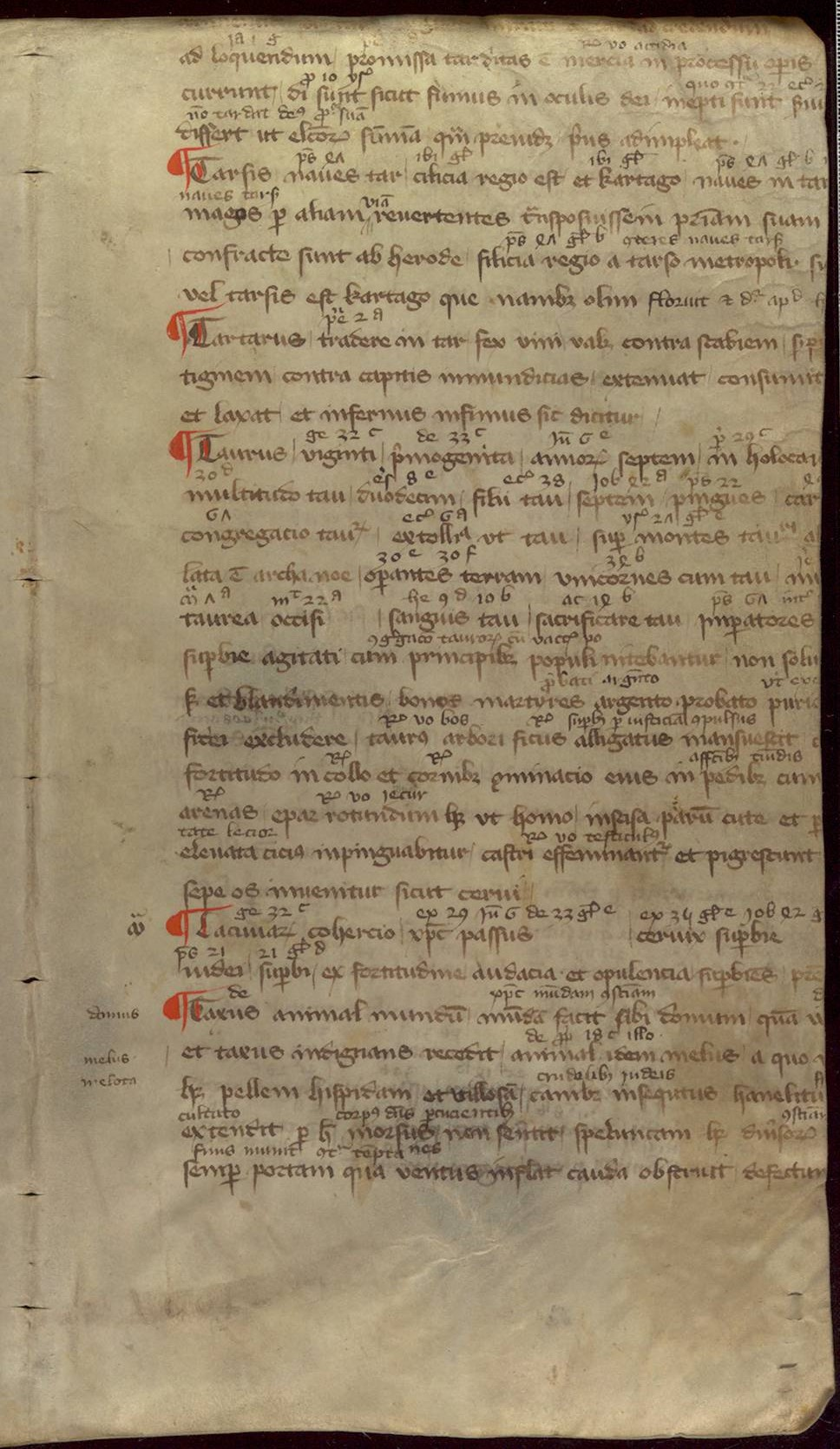
Sida från Mathias Ouidis Alphabetum distinccionum, ett verk som enbart överlever i fragment.

Mathias Ouidi, född 1300, död 1350, var en svensk präst och akademiker. Han var Magister in artibus och kanik i Linköping senast 1333, baccalarius in theologia i S:t Aegidii församling i Söderköping senast 1343. Han var också enligt traditionen magister in theologia. Han var heliga Birgittas själasörjare.  